# دره آبراهام
دره آبراهام (پرتغالی: Vale Abraão) فیلمی در ژانر درام به کارگردانی مانوئل دی الیویرا است که در سال ۱۹۹۳ منتشر شد. از بازیگران آن می‌توان به لئونور سیلویرا و لوئیس میگوئل سینترا اشاره کرد.

## خلاصه فیلم
«اما» دختری بسیار جذاب و در عین حال پاک و معصوم است. او با دکتر «کارلو پایوا» مردی که اما علاقه چندانی به او ندارد اما دوست پدرش است ازدواج می‌کند. کارلو او را دوست دارد اما تصمیم می‌گیرد برای بیدار نکردن او از خواب در اتاق جداگانه‌ای بخوابد. اما پس از گذشت زمان احساس بدی نسبت به ازدواجش پیدا کرده و برای خود معشوقی پیدا می‌کند…